# Edith Flanigen
Edith Marie Flanigen (ur. 28 stycznia 1929 w Buffalo) – amerykańska chemik, badaczka zeolitów oraz sit molekularnych. 

## Życiorys
Flanigen urodziła się 28 stycznia 1929 roku w Buffalo w Nowym Jorku. Ona i jej dwie siostry, Joan i Jane, studiowały chemię w D'Youville College. Otrzymała tytuł magistra chemii na Uniwersytecie w Syracuse oraz tytuł magistra w dziedzinie nieorganicznej chemii w 1952 roku. Karierę zawodową rozpoczęła w Union Carbide po ukończeniu studiów w 1952 roku, a w 1973 roku została pierwszą kobietą w części badawczej. W swojej 42-letniej karierze związanej z Union Carbide, Flanigen wynalazła ponad 200 różnych substancji syntetycznych, była autorem ponad 36 publikacji i otrzymała co najmniej 109 patentów.
W 1956 roku Flanigen rozpoczęła pracę nad sitami molekularnymi. Oprócz pracy na sitach molekularnych Flanigen wynalazła również syntetyczny szmaragd, który Union Carbide produkował i sprzedawał przez wiele lat. Szmaragdy były używane głównie w maserach (poprzednikach laserów) oraz przemyśle biżuteryjnym. 
W 2004 roku została wprowadzona do National Inventors Hall of Fame, a w 2014 odebrała z rąk prezydenta Obamy National Medal of Technology za innowację w dziedzinie chemii. 